# Janvier 1918

## Événements
- Création sous l'impulsion de Émile Marcesche de la première caisse d'allocations familiales.

- 5 janvier : dissolution par les bolcheviks de l'Assemblée constituante où ils étaient minoritaires.

- 8 janvier : le président Wilson annonce son programme de paix en « Quatorze points » : souveraineté de la Belgique, libération de la France, développement autonome des peuples de l'Autriche-Hongrie, création d'une Société des Nations. Il vise à transposer la démocratie libérale à l'échelle internationale et à asseoir l'expansion commerciale sur un ordre international mutuellement consenti.

- 14 janvier : création de l'École de Médecine de Dakar (ouverture le 1er novembre).

- 23 janvier : 
  - Le 3e congrès panrusse des soviets proclame la création de la République socialiste fédérative soviétique de Russie (RSFSR)
  - Exposition Matisse et Picasso à Paris.

- 25 janvier - 15 mai : guerre civile finlandaise.

- 28 janvier :
  - France : l’ancien ministre Joseph Caillaux, accusé de défaitisme est arrêté et comparaît devant le Sénat constitué en Haute Cour.
  - Création de l'Armée rouge;
  - premier combat aérien de nuit.

- 30 janvier France : raid aérien allemand sur Paris et sa banlieue

- 31 janvier (Chine) : Pékin déclare la guerre à la confédération du Sud.

## Naissances
- 13 janvier : Raden Panji Muhammad Noer, homme politique indonésien († 16 avril 2010).
- 15 janvier :
  - Édouard Gagnon, cardinal canadien, président émérite du conseil pontifical pour la famille  († 25 août 2007).
  - Gamal Abdel Nasser, homme d'État égyptien († 28 septembre 1970).
- 16 janvier : Marcelo González Martín, cardinal espagnol, archevêque de Tolède († 25 août 2004).
- 19 janvier : Joseph Cordeiro, cardinal indien, archevêque de Karachi († 11 février 1994).
- 26 janvier :
  - Nicolae Ceaușescu, dictateur roumain († 25 décembre 1989).
  - Albert Sercu, coureur cycliste belge († 24 août 1978).
- 28 janvier : Suzanne Flon, comédienne française († 15 juin 2005).

## Décès
- 9 janvier : Émile Reynaud, inventeur du dessin animé (° 8 décembre 1844).
- 28 janvier : John McCrae, médecin militaire et poète (° 30 novembre 1872).
- 31 janvier : Léon Houa, coureur cycliste belge (° 8 novembre 1867).